# Gauriac
Gauriac – miejscowość i gmina we Francji, w regionie Nowa Akwitania, w departamencie Żyronda.
Według danych na rok 1990 gminę zamieszkiwało 809 osób, a gęstość zaludnienia wynosiła 146 osób/km² (wśród 2290 gmin Akwitanii Gauriac plasuje się na 514. miejscu pod względem liczby ludności, natomiast pod względem powierzchni na miejscu 1393.).